# فاكهة مخللة
فاكهة مخللة تُشير إلي فاكهة تم تخليلها. التخليل هي عملية لحفظ الأغذية سواء عن طريق التحليل اللاهوائي في محلول ملحي أو غمرها في الخل. العديد من الفاكهة يتم تخليلها. بعض الأمثلة تضُم الخوخ، والتفاح، والكمثري، والبرقوق، والعنب، والزبيب، والطماطم، والزيتون. من المُمكن تحضير الخل من الفاكهة، مثل خل خمض التفاح.

## الخوخ
الخوخ المُخلل من الممكن تحضيره من الخوخ ذو الحجم المتوسط، الخوخ الذي يلتصق فيه الجسد بالبذرة وتكون بذرتها صغيرة. في الولايات المتحدة قبل حوالي عام 1960، بعضهم كان يُجهز من الخوخ الغير ناضج. من الممكن إعداده بالسكر، والقرفة، والقرنفل والبهارات لإضافة النكهة. الخوخ المخلل من الممكن أن يقدم بجانب اللحوم والسلطة، وله إستخدامات عديدة.

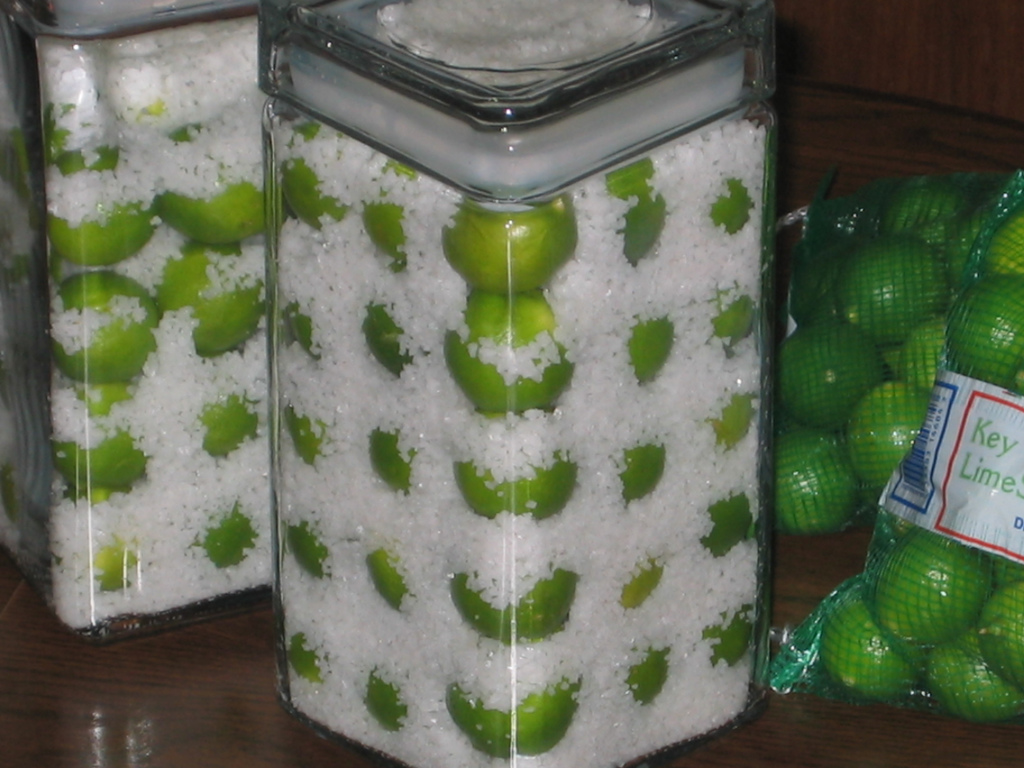